# Leo Voogd (honkballer)
Leo Voogd (20 september 1967) is een Nederlands honkbalcoach en voormalig honkballer.
Voogd speelde in de Nederlandse hoofdklasse als rechtshandig werper voor Sparta/Feyenoord en Neptunus. Hij kwam tevens uit voor het Nederlands honkbalteam tijdens de wereldkampioenschappen van 1994 in Nicaragua en de Haarlemse Honkbalweek van dat jaar. Daarop was hij werper was in een wedstrijd tegen Mexico. Voogd beëindigde zijn sportcarrière in 2002.
Na zijn actieve sportloopbaan werd hij assistent-coach van het eerste team van Sparta/Feyenoord en daarna tussen 2006 en 2008 coach van de tweedeklasser Schiedam. Met ingang van het seizoen 2008/09 werd hij coach van ADO Den Haag, als opvolger van Bart Volkerijk.